# Lâu đài Kynžvart

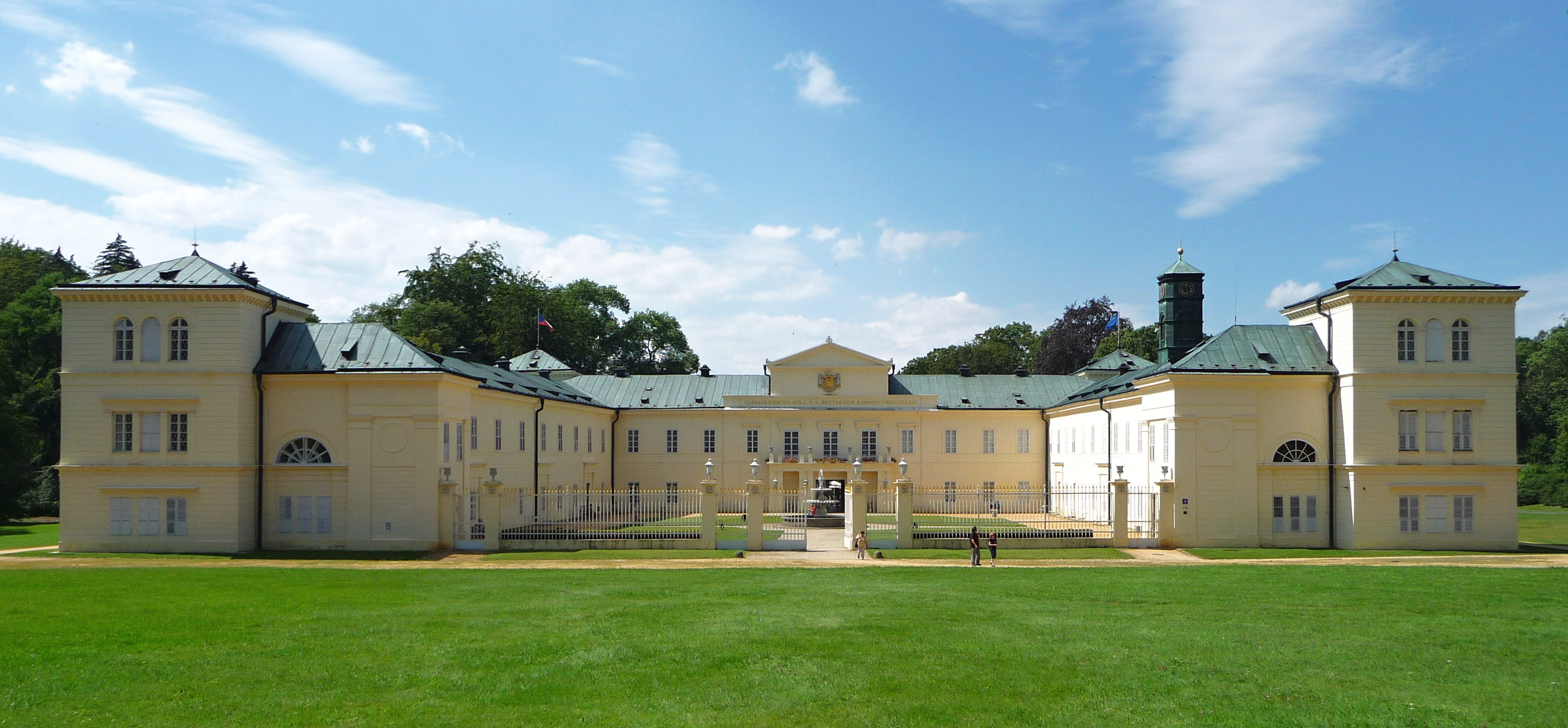
Lâu đài Kynžvart (2009)

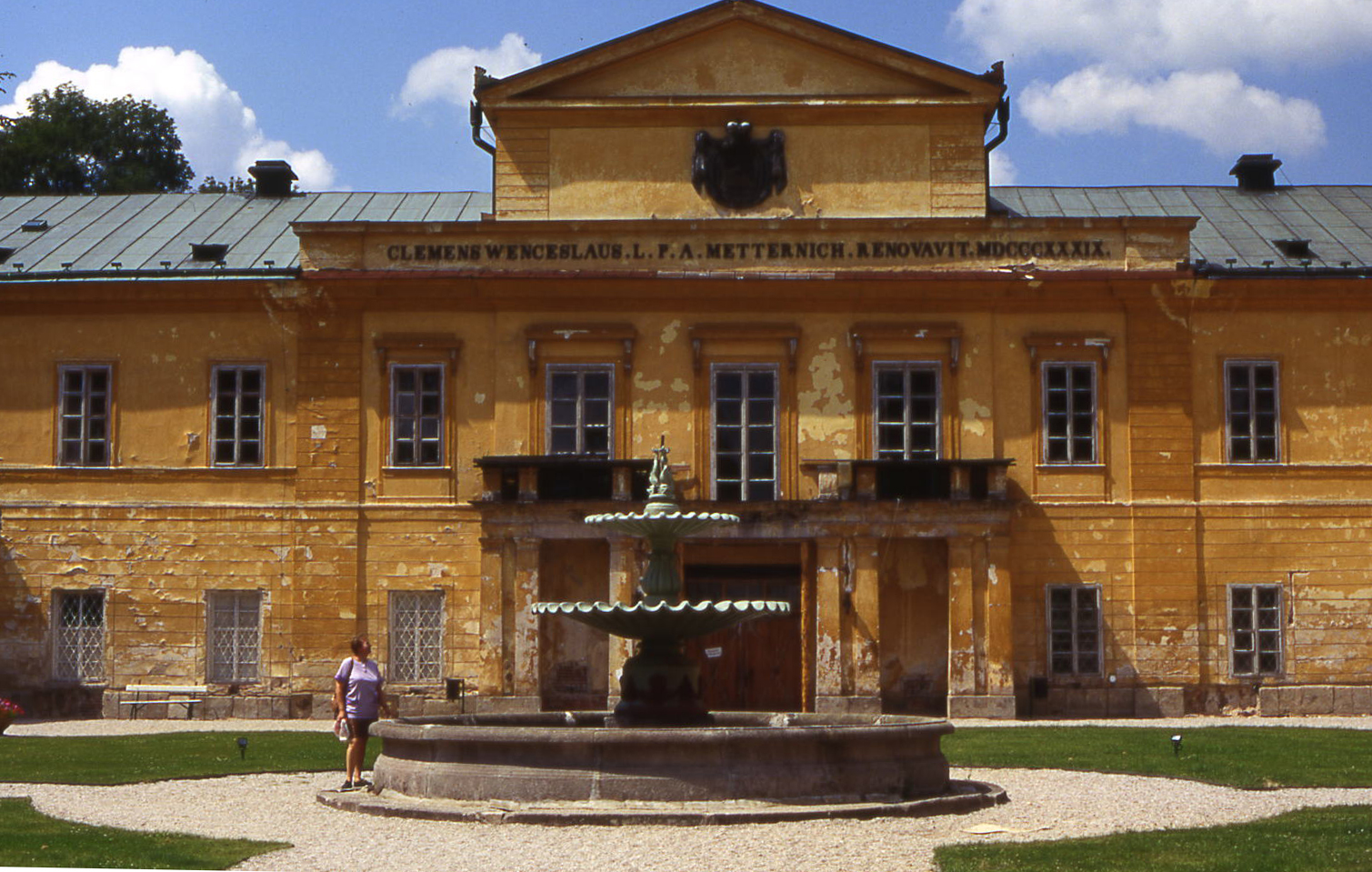
Lâu đài trước khi được trùng tu (1995)

Lâu đài Kynžvart (tiếng Séc: Zámek Kynžvart, Hrad Kynžvart) là một lâu đài lịch sử có từ thế kỷ 17, tọa lạc ở phía nam thị trấn Lázně Kynžvart, huyện Cheb, vùng Karlovarský, Cộng hòa Séc. Lâu đài có tên trong danh sách di tích văn hóa và được Viện Di tích Quốc gia quản lý. Sau quá trình trùng tu, nơi đây bắt đầu mở cửa đón du khách từ năm 2000.

## Lịch sử
Một số sự kiện lịch sử nổi bật của lâu đài Kynžvart:
- Thế kỷ 17: Gia đình quý tộc von Metternich xây dựng một lâu đài theo phong cách kiến trúc Baroque.[3]
- Thế kỷ 19: Thủ tướng Áo Klemens von Metternich tu sửa lâu đài thành khu nghỉ dưỡng mùa hè theo phong cách kiến trúc Tân cổ điển trong giai đoạn 1821–1836.[3]
- Thế kỷ 20: Lâu đài Kynžvart bị tịch thu trong Chiến tranh thế giới thứ hai. Sau đó, nơi đây đặt trụ sở của Sư đoàn 3 thuộc Quân đội Hoa Kỳ trong một thời gian ngắn. Năm 1976, lâu đài buộc phải đóng cửa do sự xuống cấp của sàn nhà và giàn chống. Trong giai đoạn 1994–2000, lâu đài Kynžvart được trùng tu nhờ vào quỹ hỗ trợ của Liên minh châu Âu.[3]
- Thế kỷ 21: Lâu đài Kynžvart gia nhập Đường mòn lâu đài Burgenstrasse (tuyến đường du lịch với hàng chục di tích lịch sử nằm giữa Mannheim và Praha).[4] Tháng 3 năm 2020, lâu đài được Ủy ban châu Âu trao tặng danh hiệu Di sản châu Âu (European Heritage Label).[5]